# Ángeles Araya
María de los Ángeles Araya Mundaca (Santiago, 16 de diciembre de 1980) es una periodista y presentadora de televisión chilena, locutora en Radio Pudahuel y Radio Bío-Bío.

## Biografía
En 2005 llegó a Canal 13 como corresponsal en Copiapó, ya que trabajaba en un diario de la zona. Luego estuvo en Mega durante un corto tiempo. En 2009 volvió a Canal 13 realizando notas para la estación, durante estuvo hasta 2012.
Fue parte del fallido proyecto 3TV en 2013. Posteriormente en 2015 condujo los noticiarios de UCV Televisión noticias en UCV TV (hoy TV+).
En 2019 volvió por tercera vez a Canal 13 en con la conducción de 3x3 junto a Miguel Acuña. Posteriormente asumió la conducción de Teletrece y desde septiembre de 2019 participó como panelista en el matinal Bienvenidos. En febrero de 2020 estuvo a cargo del backstage del Festival de Viña del Mar de ese año.
Paralelamente se desempeña como locutora en la Radio Bío-Bío, donde ha estado en el noticiario nocturno y desde marzo de 2019 en el Expreso Bio-Bío.
En abril de 2020, asumió la conducción de su propio programa de televisión, el programa de servicio Aquí somos todos.
En agosto de 2021, Ángeles deja Aquí somos todos, pasa asumir la conducción del nuevo programa matinal de Canal 13, junto a Mirna Schindler; llamado Tu día, el cual debutó el 15 de noviembre de 2021. En octubre de 2022, se anunció la salida de Araya de Tu día, asumiendo otros roles en Canal 13.
En junio de 2023 debuta en radio, con el programa Aló, Pudahuel en Radio Pudahuel.
En noviembre de 2023 se oficializó su salida de Canal 13 tras cuatro años en la señal.

## Vida personal
Tiene una hija, Joaquina.

## Filmografía

### Radio
- Radiograma (Radio Bío-Bío)

### Televisión
- Meganoticias (Mega, 2006-2007)
- UCV Televisión noticias (UCV TV, (2015-2017)
- 3x3 (Canal 13, 2019)
- Aquí somos todos (Canal 13, 2020-2021)
- Tu día (Canal 13, 2021-2022)
- Café social (Canal 13, 2022)
- Conexión única (Canal 13, 2023)